# Мраз и огън
Мраз и огън (на английски: Frost & Fire) е сборник къси произведения на Роджър Зелазни.

## Издания на български език
- 1998 - Издателство: „Дамян Яков“. Превод: Роза Григорова. (ISBN 954-527-084-5)[1]